# Дагало
Мова дагало — мова класифікована в південній галузі кушитської субсім'ї афроазіятських мов. Цю мову використовує близько 400 чоловік у Кенії, недалеко ріки Тана. Мова вимирає бо населення переходить на свахілі. У минулому носії дагало говорили одною з мов коісан. Перейшовши на кушитську мову люди перенесли до неї слова та фонеми зі своєї першої мови. Дагало з огляду на лексику та фонологію подібна до інших південнокушицьких мов, але за морфологією вона схожа на східньокушитські. Існують теорії які виключають мову дагало з кушитської сім'ї.